# Antón Martínez
Antonio Manuel Martínez Morales conosciuto come Antón Martínez (Bilbao, 19 ottobre 1944) è un ex calciatore spagnolo di ruolo difensore.

## Biografia
Nacque a Bilbao e durante l'infanzia si trasferì con la famiglia a Barbate, nella Provincia di Cadice.

## Caratteristiche tecniche
Giocava come terzino sinistro.

## Carriera

### Club
Iniziò a giocare nel Real Betis, nel febbraio 1969 passò per 700.000 pesetas al Valencia dove ebbe come allenatore Alfredo Di Stéfano, che a detta di Martínez lo aiutò notevolmente a migliorare il suo gioco. Il Valencia vinse il campionato 1970-1971, ed in virtù di questa affermazione si qualificò alla successiva edizione della Coppa dei Campioni, dove venne eliminato agli ottavi di finale dagli ungheresi dell'Újpesti Dózsa.
Nel 1975 Martínez lasciò il Valencia e si trasferì nella Segunda División spagnola al Real Valladolid, dove concluse la carriera nel 1977, anno del suo ritiro dal calcio giocato.

### Nazionale
Esordì con la Nazionale spagnola il 23 aprile 1969, in un'amichevole disputata al Sánchez Pizjuan di Siviglia, contro il Messico. Collezionò in totale 5 presenze con la Nazionale.

## Palmarès

### Club

#### Competizioni nazionali
- Primera División spagnola: 1

Valencia: 1970-1971